# Ordino
Ordino – jest jedną z 7 parafii w Andorze położoną na północ i północny zachód od stolicy Andora, w dolinie Riu Valira del Nord. Graniczy z parafiamii: La Massana, Canillo oraz z Francją.
W 2020 roku obszar parafii uznany został za rezerwat biosfery UNESCO MAB, a jego strefę centralną (ang. core area) stanowi utworzony w 1999 roku Park Przyrody Doliny Sorteny (kat. Parc Natural de la Vall de Sorteny).

## Demografia
Liczba ludności w poszczególnych latach: